# Pi2 Pegasi
Pi2 Pegasi (π2 Peg, π2 Pegasi) é uma estrela localizada na constelação de Pegasus. Se encontra a 252 anos-luz da Terra e tem uma magnitude aparente de 4,292.
Pi2 Pegasi é uma estrela gigante de classe F com uma temperatura de 6 320 K. Possui um raio de 8 raios solares e sua luminosidade é 92 vezes maior que a do Sol. Com uma massa de 2,5 massas solares, é um tipo relativamente raro de estrela com um núcleo inativo de hélio que está em transição para iniciar a queima deste elemento. Pi2 Pegasi é uma rara estrela com envoltura de classe F, que é rodeada por um disco circunstelar de matéria. Sua velocidade de rotação muito alta (145 km/s) dá um período de rotação de menos de 1,8 dias.
Pi2 Pegasi está a 10 minutos de arco de Pi1 Pegasi, formando uma estrela dupla, embora as duas estrelas estejam separadas por 31 anos-luz. Com a faixa de erro no paralaxe, elas poderiam estar na verdade à mesma distância, mas como elas estão se movendo em direções e velocidades diferentes, não há relação física entre elas.